# Suicidio de Eden Knight
El suicidio de Eden Knight ocurrió el 12 de marzo de 2023 en Arabia Saudita. Eden Knight, una mujer trans y tuitera saudí de 23 años residente en los Estados Unidos, fue obligada por sus padres a regresar a su país natal, donde la forzaron a detransicionar y dejar de tomar su medicación hormonal, según su mensaje final antes de suicidarse, que fue publicado en Twitter.

## Biografía
Eden Knight nació en Arabia Saudita el 8 de marzo de 2000. Su padre, Fahad Al-Shathri, es un financista saudí. Al-Shathri trabajó durante cinco años en el Fondo Monetario Internacional y más recientemente fue vicegobernador de Supervisión en el Banco Central de Arabia Saudita.  
Hasta febrero de 2022, Knight vivió en una vivienda de estudiantes de la Universidad George Mason gracias a una beca internacional. Pero esta se agotó antes de que pudiera graduarse, resultando en la expiración de su visado. Tenía la intención de solicitar asilo político en los Estados Unidos y se mudó a Georgia para vivir con una pareja estadounidense que ofrecía alojamiento para personas trans sin hogares, hasta que se le concediera el asilo. Se llevaba muy bien con la familia; y le regalaron un brazalete con la palabra aunt (tía en español) grabado. También en 2022, Knight comenzó la terapia hormonal feminizante.
En agosto de 2022, Knight fue contactada por dos personas estadounidenses, identificadas como Michael Pocalyko y Ellen Cole, que le prometieron ayuda a mejorar su relación con sus padres y con su estatus migratorio. Algunos amigos de Knight han dicho que comenzaron a desconfiar de las intenciones de Pocalyko, cuando en una llamada telefónica, elogió fotografías atrevidas de ella que encontró en línea. Según los informes, Pocalyko también impidió que los amigos de Knight se involucraran en sus planes, exigiendo comunicarse solo con Knight.
En octubre de 2022, Pocalyko y sus colaboradores persuadieron a Knight que viajara a Washington D. C., donde esperaba que le concedieran el asilo. Fue recibida en la estación de tren por Pocalyko, Cole y un abogado saudí llamado Bader, quien la llevó a un hotel. Al llegar, Bader inicialmente actuaba hospitalario con ella, pero poco después se volvió cada vez más coercitiva, mostrándole fotos de "hombres femeninos", diciendo que fueron mujeres trans que eligieron esconder sus identidades y vivir como hombres, y que Knight parecía un hombre y debía hacer lo mismo. Después de ser obligada a adoptar una apariencia más masculina y reunirse con sus padres, Knight regresó a Arabia Saudita en diciembre. 
Mientras estaba en Arabia Saudita, la familia de Knight confiscó su pasaporte y dinero para evitar que huyera. Intentó continuar en secreto con la terapia hormonal, pero sus padres inspeccionaban sus pertenencias con frecuencia, encontrando sus hormonas varias veces y reprendiéndola severamente. Después de una de esas confrontaciones, sus padres admitieron haber contratado a Pocalyko, Cole y Bader para llevarla de regreso a Arabia Saudita desde los Estados Unidos.
El 12 de marzo de 2023, Eden Knight publicó una nota de suicidio en Twitter describiendo las acciones de sus padres durante el año anterior. Su tuit había recibido 31 millones de vistas hasta el 17 de marzo. La muerte de Knight se confirmó al día siguiente en un tuit de su familia que decía "Ve a la misericordia de Dios Todopoderoso, joven" y repetidamente usando su nombre de nacimiento.